# Empedocle
Empedocle (c. 490 î.Hr. – c. 430 î.Hr.) a fost filosof grec presocratic.
Reprezentant al unei familii de frunte din Acragas (o colonie grecească din Sicilia, azi Agrigento), Empedocle participă la răsturnarea regimului oligarhic din cetatea natală și, refuzând apoi să sprijine inaugurarea unui nou regim autoritar, preferă să cutreiere întreaga Sicilie ca retor și medic.
Din creația lui s-au păstrat fragmentar două poeme filosofice: Peri physeos (Despre natură) și Katharmoi (Purificări). Primul este consacrat evoluției materiei, de la formele ei elementare, la alcătuirea universului și la apariția ființelor vii. Al doilea, influențat de gândirea pitagoreică, are ca temă sufletul uman.
Asemenea filosofilor naturaliști ionieni sau a lui Parmenide, Empedocle consideră că universul reprezintă doar formele pe care le ia physis (substanța primordială) în transformările ei.
Empedocle identifică 4 elemente ca substanțe primordiale imuabile, eterne, necreate și indestructibile:
- focul
- apa
- pământul
- aerul

care nu pot trece unul într-altul, ci se pot doar combina și separa mecanic. Din acest proces continuu de unire și dispersare, rezultat al acțiunii a două forțe universale ("puteri dominante" sau "principii"), iubirea (philotes) și ura (neikos), reprezentări alegorice ale forțelor centripetă și centrifugă, iau naștere toate obiectele și viețuitoarele universului.
Acțiunea acestor două forțe este determinată de un principiu superior, numit de Empedocle ananke (necesitate), concepută ca o esență a existenței. La Empedocle, materia și energia nu pot subzista separat.
Despre natură este, prin forța poetică și sugestivitatea imaginilor, poate cea mai impresionantă creație literară a filosofilor presocratici. Materialist, Empedocle a căutat și în cercetările din alte domenii ale științei explicații raționale, eliminând constant intervenția zeilor tradiționali; a studiat apariția plantelor, animalelor, a omului, fiind considerat uneori un precursor al teoriilor biologice moderne.
Poemele sale filosofice, cu reale calități literare, au circulat și au fost citite până la sfârșitul antichității. "Vagabond exilat de zei", cum se autoproclamă, Empedocle a fost unul dintre cele mai cercetătoare spirite ale epocii, gândirea sa influențându-i pe Democrit, Platon, Aristotel, Lucrețiu și atrăgându-i peste secole pe Holderin, Nietzsche sau Freud.